# اندیس م
م یک اندیس است که در حوالی شهر رک سفید استان خوزستان قرار دارد